# 스와트강
스와트강(우르두어: دریائے سوات, 파슈토어: سوات سیند)은 파키스탄 카이베르파크툰크와주 북부 지역에 있는 강이다. 강의 발원지는 힌두쿠시산맥의 높은 빙하 계곡이며, 그곳에서 칼람 계곡으로 흘러 더 넓은 스와트 계곡의 중심부를 형성한다.

## 이름
스와트(Swat)라는 단어는 "맑고 푸른 물"을 의미할 수 있는 산스크리트어 수바스투(Suvāstu)에서 유래했다. 또 다른 설은 스와트라는 단어가 스와트강의 맑은 물을 묘사하는 데도 사용되는 산스크리트어 슈베타(lit. '하얀')에서 유래했다고 본다. 고대 그리스인들에게 이 강은 소아스투스(Soastus)로 알려져 있었다. 중국 순례자 법현은 스와트를 수호토(Su-ho-to)라고 불렀다.

## 흐름
스와트강의 발원지는 힌두쿠시산맥에 있으며, 일년 내내 빙하수 공급을 받는다. 스와트 코히스탄의 고지대 계곡에서 강은 칼람의 우쇼강과 가브랄강(우트라르강으로도 알려짐)의 합류 지점에서 시작된다. 합류 지점에서 스와트강은 칼람 계곡의 좁은 협곡을 지나 마댠 시까지 흐른다. 거기서부터 강은 스와트 계곡 하류의 평원 지역을 통해 차크다라까지 160 km (99 mi) 동안 완만하게 흐른다. 스와트 계곡의 가장 남쪽 끝에서 강은 좁은 협곡으로 들어가 칼랑기에서 판지코라강과 합류한 후 페샤와르 계곡으로 진입한다. 최종적으로 차르사다 근처의 카불강으로 합류한다.

### 유량
문다에서의 평균 유량은 초당 280 세제곱미터 (9,900 cu ft)이다.

## 경제적 영향
스와트강은 계곡 경제에서 중요한 역할을 한다. 스와트강 하류와 말라칸드 계곡은 영국이 1903년에 건설한 아만다라 수문(水門)으로 조절되는 일련의 운하를 통해 관개된다.
어퍼 스와트 운하는 1914년에 완공된 벤톤 터널을 통해 말라칸드 패스 아래로 흐른다. 다르가이 아래의 문다 수문(水門)은 1921년에 영국이 건설했으며, 차르사다, 스와비, 마르단 지역의 페샤와르 계곡에 있는 수많은 작은 운하에 물을 공급한다. 이 강은 또한 스며들기를 통해 우물과 샘에 물을 채워준다.

### 수력 발전
스와트강의 물은 자반 수력 발전소(1938년 완공)와 다르가이 수력 발전소(1952년 완공)에서 수력 발전에 사용된다. 페샤와르 계곡으로 들어가기 전 스와트강 하류에 위치한 모흐만드 댐은 740MW의 설치 용량을 가지고 있으며 현재 건설 중이다. 강을 따라 제안된 수력 발전 프로젝트로는 아스리트 케담 HPP, 가브랄 HPP 및 마틸탄 HPP가 있다.

## 갤러리

칼람 계곡 스와트강 상류
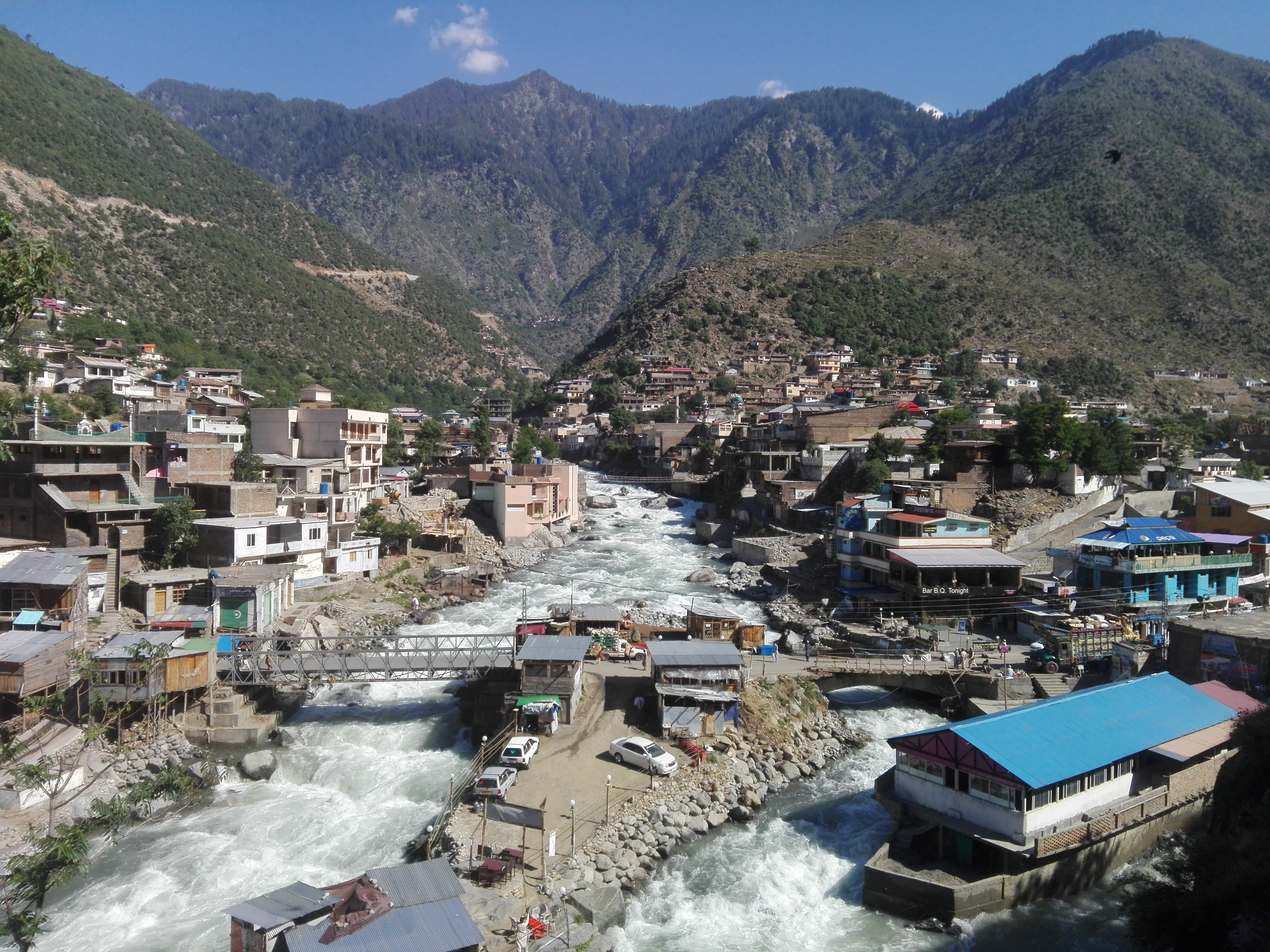
강을 따라 건설된 바레인 마을
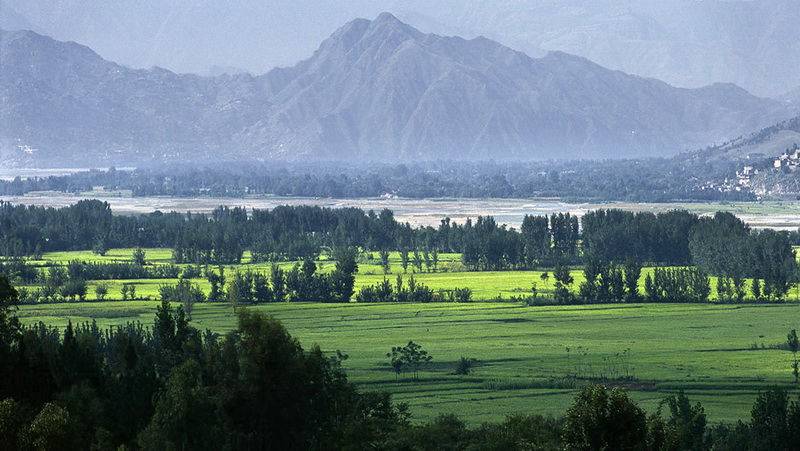
스와트강 계곡 하류
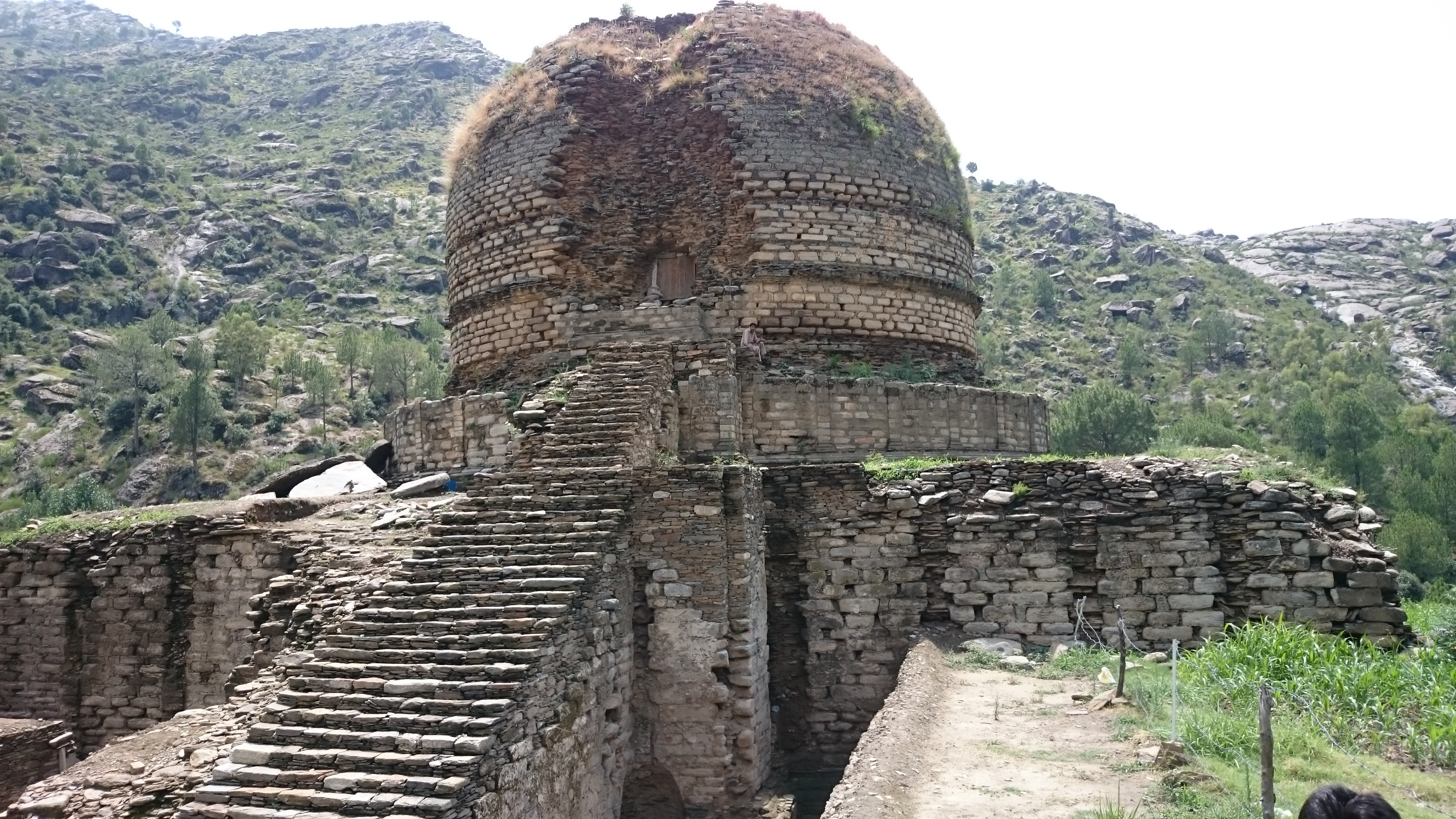
강 계곡 곳곳에 흩어져 있는 많은 고대 불교 유적지 중 하나인 암루크-다라 스투파

## 같이 보기
- 리그베다의 강
- 스와트, 파키스탄
- 바리코트